# Blažice
Blažice (v minulosti Bologd (a), maďarsky Balogd, Bologd) jsou obec na Slovensku v okrese Košice-okolí, v Košickém kraji.

## Název
Název Bologd je maďarského původu – vychází ze slova balog, které znamená levý, případně špatný. Existuje však i osobní jméno Balog, ze kterého mohl vzniknout název obce.

## Kultura a zajímavosti

### Památky
- Římskokatolický kostel sv. Michala, jednolodní původně gotická stavba s polygonálně ukončeným presbytářem a přestavěnou věží z 15. století. V roce 1732 byl upraven do barokního stylu a v roce 1888 do stylu neogotického.[3] Fasády kostela nesou znaky neogotiky. Jsou členěny stupňovitými opěrnými pilíři, okna jsou ukončena lomeným obloukem.

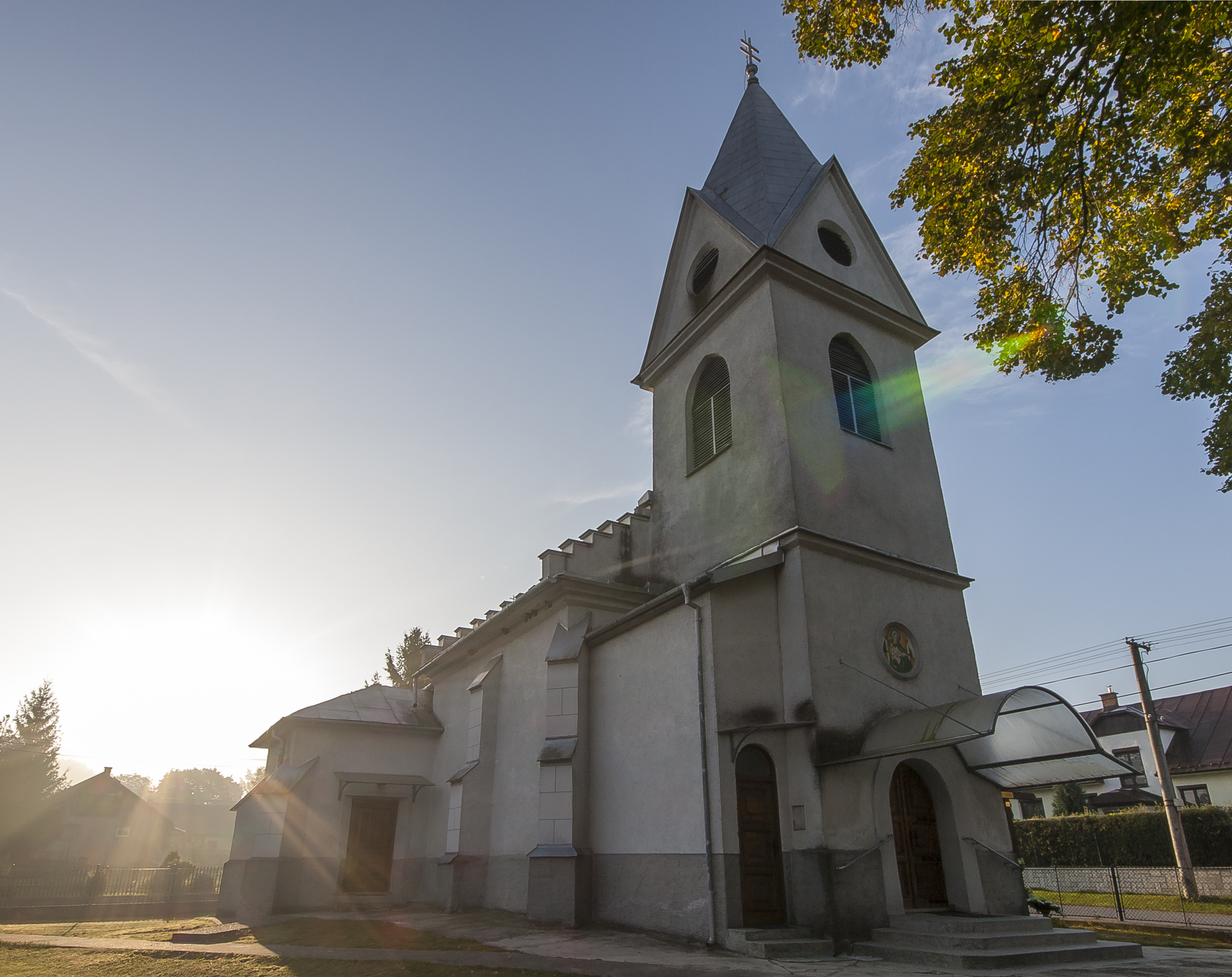
Kostel sv. Michala